# Henrik Andersson i Boda
Henrik Andersson, Andersson i Boda, född 15 juli 1880 i Lits socken, död där 8 januari 1934, var en svensk lantbrukare och politiker.
Andersson var ledamot av Sveriges riksdags andra kammare 1921, invald av Jämtlands län, och tillhörde första kammaren från 1925.